# موسى سليمان
مُوسى سليمان (وُلد في 1962) هو عَدَّاء مسافات طَولية جيبوتي.
تنافسَ سُليمان في الألعاب الأولمبية الصيفية 1992 في برشلونة، وحازَ على المركز الثالث عشر في سباق مسافة 5,000 متر وبذلكَ لم يتأهَّل للجولة التالية.

## روابط خارجية
- موسى سليمان على موقع أوليمبيديا (الإنجليزية)